# Angus McKinnon
Angus McKinnon (Paisley, 8 dicembre 1886 – 1968) è stato un calciatore e allenatore di calcio scozzese, di ruolo centrocampista.